# Bryocrypta maculata
Bryocrypta maculata är en tvåvingeart som beskrevs av Boris Mamaev 1965. Bryocrypta maculata ingår i släktet Bryocrypta och familjen gallmyggor. Inga underarter finns listade i Catalogue of Life.